# Гирдани
Гирдани (азерб. Girdəni тал. Gyrdani) — селение в Ленкоранском районе Азербайджана с населением в 5014 человек.
По данным списков населённых мест Бакинской губернии от 1870 года, составленных по сведения камерального описания губернии с 1859 по 1864 гг., в селении Гирдани Ленкоранского уезда было 23 двора с населением 126 человек, состоящее из талышей-шиитов. По данным «Кавказского календаря» на 1915 год в Гирдани проживало 168 человек, народность — талыши.
Известные уроженцы
 Мехтиев Вургун Георгиевич (Гейбат оглы) — российский филолог талышского происхождения, преподаватель ТОГУ, г. Хабаровск, доктор филологических наук (2005), профессор (2010).